# Rickenbacker 325
La Rickenbacker 325 es la primera guitarra eléctrica de cuerpo semi-hueco de la serie "Capri" lanzada en 1958 por la compañía Rickenbacker. Posee una escala de 5/8 y marcadores en forma de puntos, también dispone de tres pastillas, la central y la del mástil están unidas eléctricamente, a diferencia de lo que ocurre con las Fender Stratocaster, en que todas las pastillas son independientes. Eso hace que su sonido sea claramente identificable.

## Lennon y la 325
Lennon compró hacia 1960 el modelo 325 de 1958, una guitarra de mástil corto, con acabado natural, pickguard dorado y vibrato Kaufmann, durante el primer viaje de The Beatles a Hamburgo, después de que viera al jazzman "Toots" Thielmans con la misma guitarra en la portada de un disco. Al poco tiempo, Lennon le instaló un vibrato Bigsby B-5 y cambió las perillas de volumen y tono. En el año 1962 la pintó de color negro.
Esta guitarra apareció por última vez en las manos de Lennon el año 1964, durante una presentación en  El Show de Ed Sullivan. Pero John no dejó de usarla hasta el final de sus días, ya que aparece en las sesiones del disco Double Fantasy de 1980.
A mediados de 1964 y el año 1965, John usaría varias Rickenbacker 325 hechas a su medida, incluso un curioso modelo de 12 cuerdas que usa en el álbum Beatles For Sale y un modelo Rose Morris con agujeros con forma de f. La más célebre fue la Rickenbacker 325c64 Miami que se fabrica aún día y que tiene un acabado en negro y Accent Vibrato. En origen este modelo se le entregó a John Lennon en Miami, de ahí su nombre.
El año 1966 John deja de usar su Rickenbacker en shows y grabaciones para reemplazarla por la Epiphone Casino.

## Usuarios
- John Lennon usó la 325 y sus diferentes variantes en los 60 (incluyendo una de 12 cuerdas hecha para combinar con su segunda 325).
- Susanna Hoffs de The Bangles ocupó la 325 y su variante de escala larga, el modelo 350 (Hoffs también posee su propia versión de la 350).[1]
- John Fogerty usó su 325 Fireglo en varias canciones de Creedence Clearwater Revival y en presentaciones en vivo, incluyendo su aparición en el festival de Woodstock de 1969.[2]
- Mauricio Durán (guitarrista de la banda Los Bunkers ) Uso la Rickenbacker 325 en múltiples shows el más recordado es en Movistar Arena en la gira promocional del álbum La velocidad de la luz (álbum) en el año 2013-2014.

## Galería

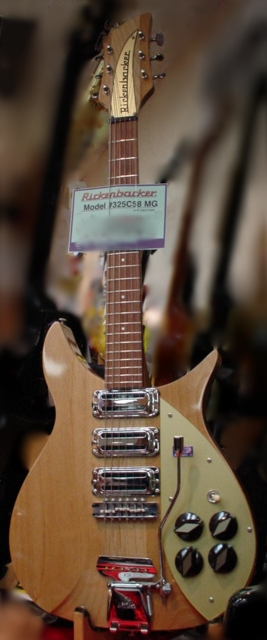
325C58 MG Una réplica del modelo de 1958 usada por John Lennon
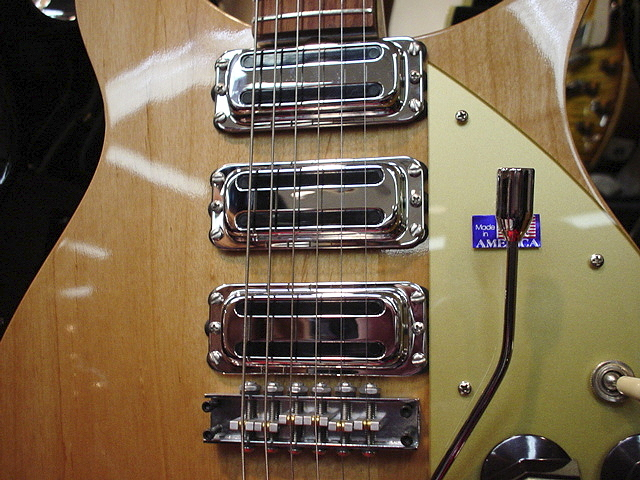
325C58 MG (Acercamiento a las pastillas)
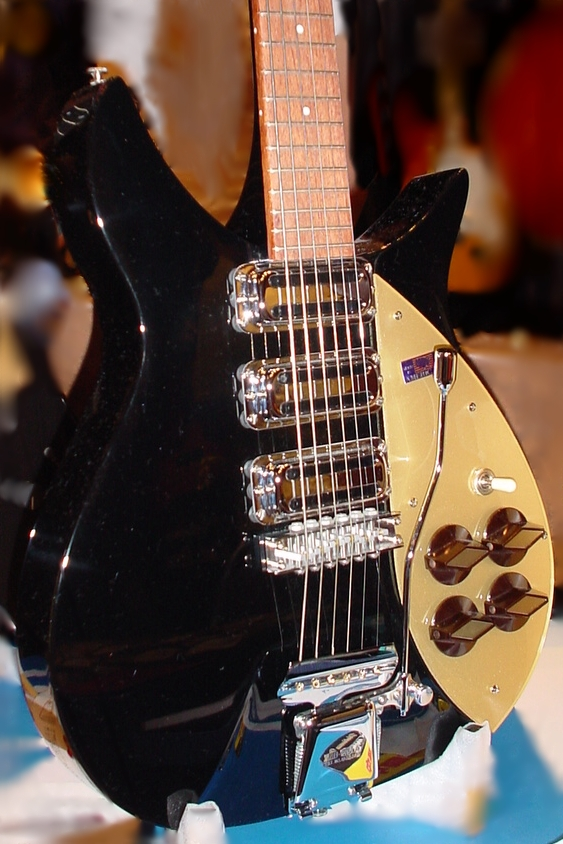
325C58 JG Una réplica de otro modelo de 1958 usada por John Lennon